# Incunabul

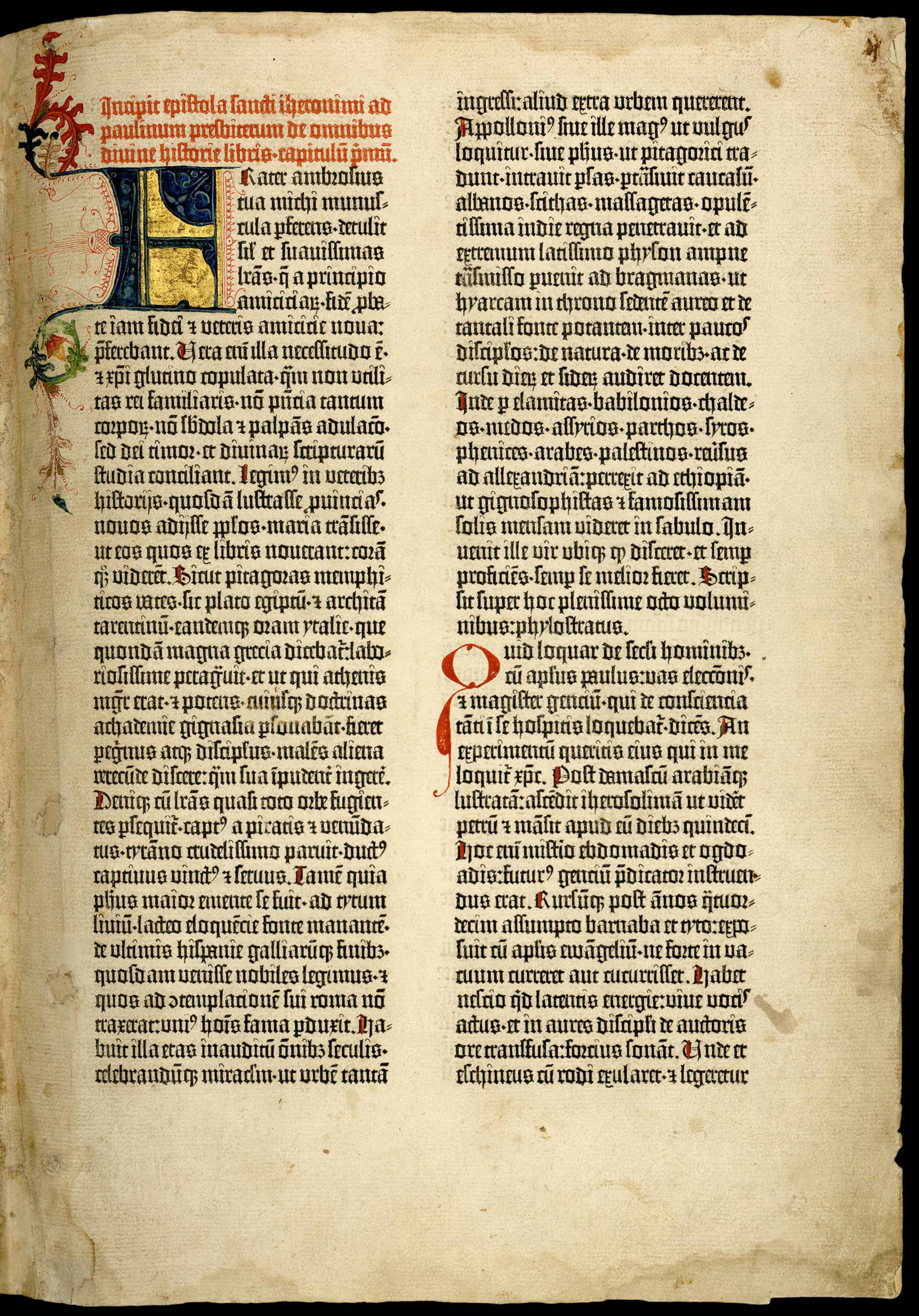
Prima pagină a Bibliei Gutenberg

Incunabul (în franceză incunable, în latină incunabulum = leagăn, început, obârșie, locul unde s-a născut cineva, aici cu sensul de carte de început) se numește un exemplar dintr-o carte tipărită în primii ani ai introducerii tiparului, mai precis, înainte de 31 decembrie 1500. Prin extensie, termenul este folosit pentru a desemna un exemplar care face parte dintre cele mai vechi tipărituri.
Termenul Incunabulum a fost folosit pentru prima dată în anul 1639, de Bernhard von Mallinckroth, și se referea la prima tipographiae incunabula, pentru a denumi perioada de început a tiparului, nu cărțile propriu-zise. Termenul a fost consacrat în 1688, la Amsterdam, de librarul olandez Cornelius van Beughem, care a publicat un catalog intitulat „Incunabulele tipografiei sau catalogul cărților și scriitorilor editați în orice limbă, din primii ani de la inventarea tiparului, până la anul de la Hristos 1500 inclusiv“.
Primul incunabul cunoscut este Biblia de 42 de rânduri tipărită în jurul anului 1455 de Gutenberg, fiind considerată prima carte tipărită cu litere mobile din Europa. S-au păstrat doar patru exemplare complete (cu 1.282 pagini). Unul din exemplare este păstrat la Göttingen și poate fi consultat online în formă electronică.
În perioada 1456-1500, cărțile nu se tipăreau în întregime. În locul literelor de început de rând (letrinele) era lăsat spațiu liber, care se „picta“ ulterior manual de către caligrafi, așa-numiții „rubricatores“. Nici pagină de titlu nu exista, cărțile aveau o pagină explicativă, la sfârșit, iar copertele nu se făceau în tipografie. Clientul și le comanda în altă parte. Textul incunabulelor se deschide – în absența foii de titlu – cu incipit și se încheie cu explicit, formule care sunt caracteristice manuscriselor. După 1500 a apărut și pagina de titlu, iar cărțile au început să se tipărească integral. Copertele realizate în tipografie au apărut însă abia la începutul secolului al XIX-lea.

## Incunabule păstrate în România
În total, în România au fost luate în evidență un număr de 1348 de titluri de incunabule, în peste 1640 de exemplare, cu o valoare estimată de 164 de milioane de euro. În timpul evenimentelor îndeobște cunoscute ca Revoluția Română din 1989  a fost incendiată Biblioteca Centrală Universitară din București, ceea ce a dus la pierderea unui număr de 6 incunabule. Cele mai multe exemplare se află la Biblioteca Batthyaneum din Alba Iulia.
- Biblioteca Batthyaneum din Alba Iulia a luat ființă în 31 iulie 1798, din inițiativa episcopului romano-catolic al Transilvaniei Ignațiu Batthyány (1741-1798). Cele 570 de exemplare prezente aici reprezintă 33 % din cele existente în România.[4] Cele mai vechi incunabule din colecția sa sunt:

1. Summa de casibus conscientiae a lui Astesanus de Ast (1466).
2. Epistulae heroides de Ovidiu (1494),
3. Opera lui Homer (1488, prima ediție),
4. Comoediac de Aristofan, (1498),
5. Opera Graece de Aristotel, (1495-1498) în cinci volume,
6. Historiae Romanae Decades de Titus Livius, (1469).

- Biblioteca Muzeului Brukenthal din Sibiu posedă a doua colecție în ceea ce privește numărul de incunabule. Cele 422 de incunabule ale sale reprezintă 25 % din cele existente în România.[4]

- Biblioteca Filialei Cluj a Academiei Române se situează pe locul al treilea cu cele 175 de exemplare ale sale, reprezentând 10% din cele existente în România.[4]

- Biblioteca Națională a României are în colecțiile sale 141 de incunabule. Două dintre acestea sunt foarte prețioase.

1. Danse macabre, o lucrare tipărită în 1490, care cuprinde traducerea în limba latină - singura, de altfel - a unei balade medievale franceze. Cartea este foarte rară, în lume fiind menționate doar 7 exemplare. Este ilustrată cu 24 xilogravuri dispuse în friză, probabil realizate de miniaturistul Pierre le Rouge, reprezentant al Școlii din Tours. Miniaturile au o ridicată valoare documentară și artistică. Ele reprezintă 40 de personaje prinse în dans cu Moartea, care formează o galerie de fizionomii și costume specifice tuturor categoriilor sociale, tuturor îndeletnicirilor din Franța acelor vremi, înfățișate cu exactitate de un artist contemporan.
2. Directorium Humanie vitae alias parabolae antiquorum sapientum (o culegere de fabule), de Johannes de Capua. Lucrarea a fost tipărită în 1498 la Strasbourg. Este o ediție foarte rară, de fapt un unicat, singura lucrare conoscută aflându-se în România. În secolul al XIII-lea, Johannes de Capua a tradus această culegere de fabule dintr-o versiune ebraică a cărții denumite Panchatantra, compusă în sec.III sau IV î.H. de un înțelept brahman, cunoscut în Occident sub numele de Bidpai.

- La Muzeul Secuiesc al Ciucului (Csíki Székely Múzeum) posedă 112 incunabule[4]. Aici cel mai vechi incunabul care se păstrează este:

1. Postilla super totam Bibliam de Nicolaus de Lyra tipărit la Nürnberg de Anton Köberger (1481).

- Biblioteca Centrală Universitară din Cluj cuprinde 86 de exemplare[4]. Cea mai veche tipăritură păstrată aici este incunabulul Codex Iustinianus tipărit la Nürnberg în 1475, iar cea mai veche carte românească păstrată în colecțiile acestei biblioteci este un Tetraevangheliar tipărit de Coresi la Brașov, în 1561.[5]

- Biblioteca Teleki din Târgu Mureș a fost înființată în epoca Iluminismului de contele Samuel Teleki, fost cancelar al Transilvaniei în perioada 1791-1822, fiind prima bibliotecă publică de pe actualul teritoriu al României. În prezent, Biblioteca Teleki din Târgu Mureș deține 67 de incunabule[6]. Cel mai vechi incunabul din colecția bibliotecii Teleki este Liber de homine, a umanistului Galeotto Marzio, tipărit la Bologna, în jurul anului 1475. MAnfredi, Liber de homine, 1497

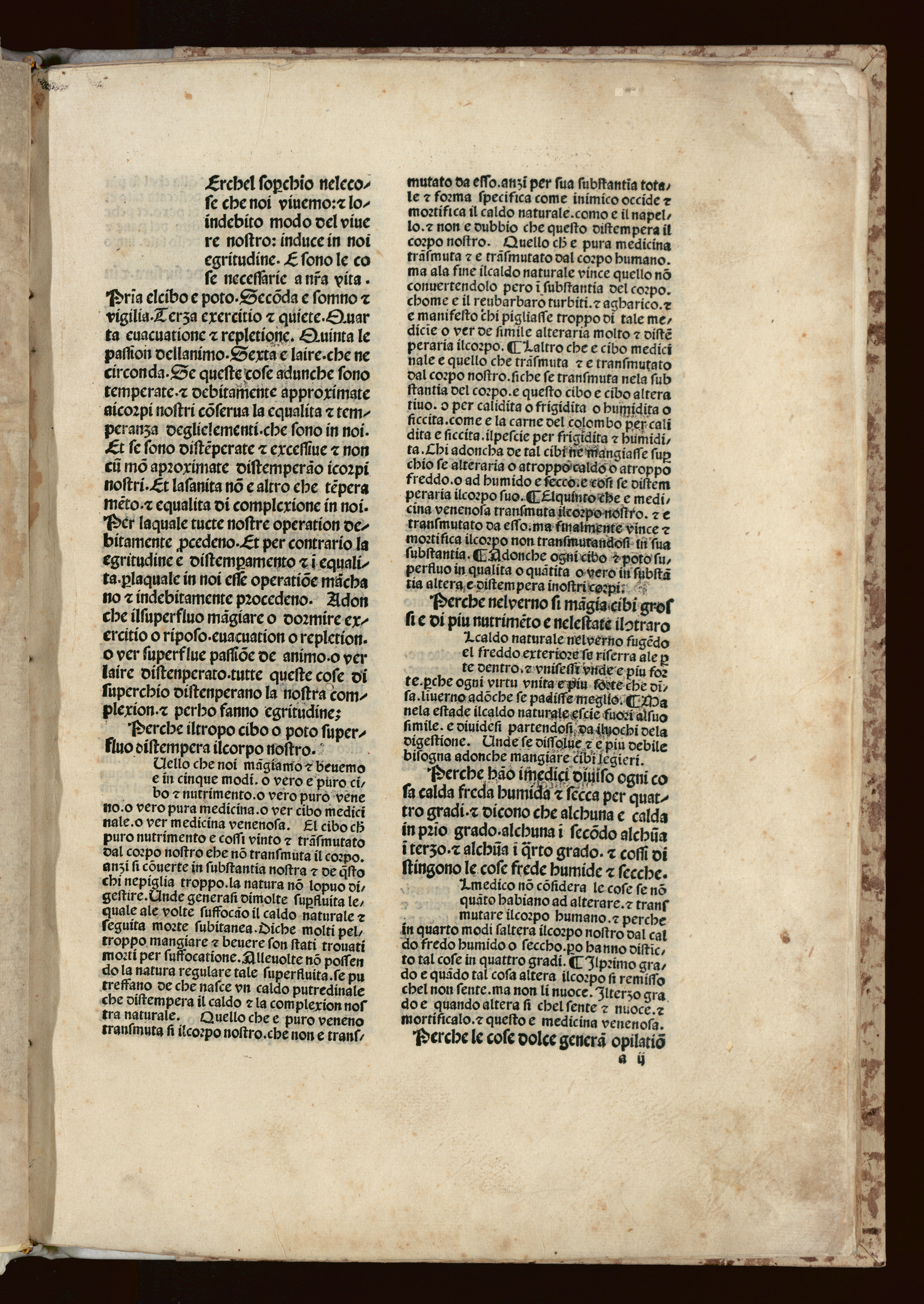
MAnfredi, Liber de homine, 1497

- Biblioteca Județeană Satu Mare posedă 5 incunabule, între care

1. Decretum Gratiani (1 septembrie 1486)
2. Ecloga Triginta de Teocrit (1495)
3. Comoediae novem de Aristofan (1498)
4. Comentarii questionum Tasculanarum de Marcus Tullius Cicero (1499).

- La biblioteca din cadrul sediului central al Arhivelor Naționale din București, au fost recent identificate patru incunabule, cuprinzând urătoarele opere:

1. Eusebii Caesariensis Chronicon, Veneția, Ratdolt, 1483;
2. [Gerardus de Vliederhoven], Quattuor nouissima cum multis exemplis pulcherrimis ..., Koeln, Henricus Quentell, 1492;
3. [Hartmann Schedel], [Liber chronicarum], [Augsburg], [1497]
4. Pomponio Leto, Romanae historiae compendium ab interitu Gordianu iunioris usque ad Iustinum III și Pomponii Vita. M. Antonius Sabellicus M. Antonio Mauroceno equiti salutem, Veneția, per Bernardinum Venetum, 1499.

- Biblioteca Județeană Timiș posedă un incunabul tipărit în anul 1500, la Veneția: Despre îndatoriri de Marcus Tullius Cicero, cu comentariile lui Petrus Marsius.

Alte colecții importante, păstrătoare de incunabule, se găsesc la Aiud, Arad, Sighișoara, Oradea, Satu Mare..